# 크렌고세균
크렌고세균(Crenarchaeota) 또는 크렌아르케오타는 분류학에서 문(門)
,혹은 계(界)에 속한다.
처음에, 크렌고세균은 극한미생물에 속한다고 여겨졌지만, 최근 연구로 바다에서 가장 많이 분포한다는 것이 확인되었다. 본래, 크렌고세균은 rRNA에 기반한 다른 고세균과 분리된 고세균이었다. 그러나, 몇몇 크렌고세균은 히스톤을 가지고 있는 것이 발견되었다. 현재 배양되는 모든 크렌고세균은 호열성이거나 극호열성 생물이고, 그 중 일부는 섭씨 113 °C에 이르러도 살아갈 수 있는 능력을 가지고 있다. 크렌고세균은 그람 음성균이며 다양한 형태를 이룰 수 있다.

## 술포로부스속
가장 특색있는 크렌고세균 중 하나는 술포로부스 솔파타리쿠스(Sulfolobus solfataricus)이다. 이 고세균은 최초로 이탈리아의 유황 온천에 발견된 고세균이다. 이 온천의 온도는 섭씨 80 °C, pH는 2 - 4였다. 이 고세균은 울프람 질리그가 최초로 특징을 밝혔다. 대부분의 배양된 호열성 생물과 달리 술포로부스속(sulfolobus)은 호기성 생물 혹은 화학유기종속영양생물로 자란다. 이런 특징은 혐기성 생물보다 더 성장하기 쉬운 이점이 되고, 극호열성 생물을 연구하는데에 도움이 된다.

## 해양 종
1992년 초, 바다에 분포하는 크렌고세균의 유전자 배열에 대한 정보가 발표되었다., 그 때부터 바다에 분포하는 크렌고세균의 세포막에 존재하는 지질(脂質) 분석 연구가 시작되어 "저온에서의 크렌고세균"의 분포를 아는데 기여했다. 이런 연구로 크렌고세균은 그 수가 매우 많고 탄소 고정을 일으키는 주 기여자 중 하나라는 것이 밝혀졌다. 또한, 크렌고세균의 DNA 서열이 토양과 민물에서 발견되었다. 이는 크렌고세균문(phylum)은 어디에나 존재한다는 것을 의미한다.
2005년, 최초로 배양된 "저온에서의 크렌고세균"의 증거가 발표되었다. 니트로소푸밀루스 마르티무스(Nitrosopumilus maritimus)로 명명된 이 고세균은 28 °C에서 서식하는 암모니아 산화 생물이다.

## 원시세포 이론

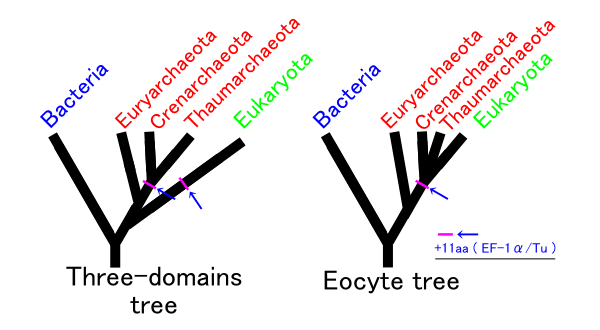
원시세포 이론

원시세포 이론은 1980년대, 제임스 레이크가 진핵생물은 원핵생물에서 진화한다고 주장한 이론이다.

## 계통 분류
다음은 프로테오고균의 계통 분류이다.
|  | 아이가르고세균 |
|  |                |
|  | 게오아르고세균 |
|  |                |

|  | 타움고세균     |
|  |                |
|  | 바티아르고세균 |
|  |                |

|  | 아이가르고세균 |
|  |                |
|  | 게오아르고세균 |
|  |                |

|  | 타움고세균     |
|  |                |
|  | 바티아르고세균 |
|  |                |

|  | 아이가르고세균 |
|  |                |
|  | 게오아르고세균 |
|  |                |

|  | 타움고세균     |
|  |                |
|  | 바티아르고세균 |
|  |                |

|  | 아이가르고세균 |
|  |                |
|  | 게오아르고세균 |
|  |                |

|  | 타움고세균     |
|  |                |
|  | 바티아르고세균 |
|  |                |

|  | 아이가르고세균 |
|  |                |
|  | 게오아르고세균 |
|  |                |

|  | 타움고세균     |
|  |                |
|  | 바티아르고세균 |
|  |                |

|  | 아이가르고세균 |
|  |                |
|  | 게오아르고세균 |
|  |                |

|  | 타움고세균     |
|  |                |
|  | 바티아르고세균 |
|  |                |

|  | 아이가르고세균 |
|  |                |
|  | 게오아르고세균 |
|  |                |

|  | 타움고세균     |
|  |                |
|  | 바티아르고세균 |
|  |                |

|  | 아이가르고세균 |
|  |                |
|  | 게오아르고세균 |
|  |                |

|  | 타움고세균     |
|  |                |
|  | 바티아르고세균 |
|  |                |

|  | 로키고세균                                                |
|  |                                                           |
|  | \| \| 오딘고세균 \| \| \| \| \| \| 토르고세균 \| \| \| \| |
|  |                                                           |
|  | 오딘고세균                                                |
|  |                                                           |
|  | 토르고세균                                                |
|  |                                                           |

|  | 오딘고세균 |
|  |            |
|  | 토르고세균 |
|  |            |

|                         | 헤임달고세균 |
|                         |              |
| (+알파프로테오박테리아) | 진핵생물역   |
|                         | 진핵생물역   |

|  | 로키고세균                                                |
|  |                                                           |
|  | \| \| 오딘고세균 \| \| \| \| \| \| 토르고세균 \| \| \| \| |
|  |                                                           |
|  | 오딘고세균                                                |
|  |                                                           |
|  | 토르고세균                                                |
|  |                                                           |

|  | 오딘고세균 |
|  |            |
|  | 토르고세균 |
|  |            |

|                         | 헤임달고세균 |
|                         |              |
| (+알파프로테오박테리아) | 진핵생물역   |
|                         | 진핵생물역   |

|  | 아이가르고세균 |
|  |                |
|  | 게오아르고세균 |
|  |                |

|  | 타움고세균     |
|  |                |
|  | 바티아르고세균 |
|  |                |

|  | 아이가르고세균 |
|  |                |
|  | 게오아르고세균 |
|  |                |

|  | 타움고세균     |
|  |                |
|  | 바티아르고세균 |
|  |                |

|  | 아이가르고세균 |
|  |                |
|  | 게오아르고세균 |
|  |                |

|  | 타움고세균     |
|  |                |
|  | 바티아르고세균 |
|  |                |

|  | 아이가르고세균 |
|  |                |
|  | 게오아르고세균 |
|  |                |

|  | 타움고세균     |
|  |                |
|  | 바티아르고세균 |
|  |                |

|  | 아이가르고세균 |
|  |                |
|  | 게오아르고세균 |
|  |                |

|  | 타움고세균     |
|  |                |
|  | 바티아르고세균 |
|  |                |

|  | 아이가르고세균 |
|  |                |
|  | 게오아르고세균 |
|  |                |

|  | 타움고세균     |
|  |                |
|  | 바티아르고세균 |
|  |                |

|  | 아이가르고세균 |
|  |                |
|  | 게오아르고세균 |
|  |                |

|  | 타움고세균     |
|  |                |
|  | 바티아르고세균 |
|  |                |

|  | 아이가르고세균 |
|  |                |
|  | 게오아르고세균 |
|  |                |

|  | 타움고세균     |
|  |                |
|  | 바티아르고세균 |
|  |                |

|  | 로키고세균                                                |
|  |                                                           |
|  | \| \| 오딘고세균 \| \| \| \| \| \| 토르고세균 \| \| \| \| |
|  |                                                           |
|  | 오딘고세균                                                |
|  |                                                           |
|  | 토르고세균                                                |
|  |                                                           |

|  | 오딘고세균 |
|  |            |
|  | 토르고세균 |
|  |            |

|                         | 헤임달고세균 |
|                         |              |
| (+알파프로테오박테리아) | 진핵생물역   |
|                         | 진핵생물역   |

|  | 로키고세균                                                |
|  |                                                           |
|  | \| \| 오딘고세균 \| \| \| \| \| \| 토르고세균 \| \| \| \| |
|  |                                                           |
|  | 오딘고세균                                                |
|  |                                                           |
|  | 토르고세균                                                |
|  |                                                           |

|  | 오딘고세균 |
|  |            |
|  | 토르고세균 |
|  |            |

|                         | 헤임달고세균 |
|                         |              |
| (+알파프로테오박테리아) | 진핵생물역   |
|                         | 진핵생물역   |